# Bugs Bunny on Broadway
Bugs Bunny on Broadway es un concierto musical con personajes de Looney Tunes como Bugs Bunny, el Pato Lucas y Elmer Gruñón. La producción fue concebida por George Daugherty, con música de Carl Stalling y Milt Franklyn.

## Historia
Bugs Bunny on Broadway se estrenó en 1990 en el Teatro Cívico de San Diego, California. Una edición limitada de Broadway el espectáculo exhibió en el Teatro George Gershwin del 4 de octubre de 1990 al 23 de octubre de 1990, con todas las butacas agotadas. Caracterizaciones de voz eran por Arthur Q. Bryan y Mel Blanc, con la Warner Bros Symphony Orchestra. La dirección de animación fue llevada a cabo por Chuck Jones, Friz Freleng, Robert McKimson y Robert Clampett.
En 1996 se realizó una producción en Sídney, Australia. La gira de concierto fue desde 1990 hasta 2010, apareciendo con prácticamente todos los miembros de la American Symphony Orchestra, y con las principales agrupaciones sinfónicas de Canadá, Reino Unido, Europa, Australia, Nueva Zelanda y Asia.
Entre sus principales logros están una semana con entradas agotadas en el Kremlin de Moscú, una actuación para la familia real británica en el Royal Festival Hall de Londres (con la Royal Philharmonic Orchestra), quince actuaciones por separado en el Hollywood Bowl con la Filarmónica de Los Ángeles, y un concierto benéfico con la Orquesta Sinfónica de San Francisco el 17 de julio de 2009. Una versión revisada, Bugs Bunny en la Sinfónica, fue creada por David Daugherty y Ka Lik Wong. Se inició una gira nacional de los Estados Unidos en julio de 2010, en el Hollywood Bowl de Los Ángeles, interpretada por la Filarmónica de Los Ángeles, seguida de un estreno de la costa este con la Orquesta Sinfónica Nacional en Wolf Trap. Una gira australiana se inició en mayo de 2010 en la Ópera de Sídney antes de viajar a ciudades australianas como Adelaide y Perth. Una nueva gira internacional se estrenó en octubre de 2010 con la Orquesta de Conciertos RTE en Dublín, Irlanda, en el Teatro Grand Canal, seguido con estrenos  en Taiwán en 2011, y con la Orquesta Filarmónica de Malasia en el Dewan Filharmonik Petronas Concert Hall en Kuala Lumpur, Malasia.

## Números musicales
Act I
- "Dance of The Comedians" de la ópera La novia vendida (música de Bedřich Smetana)
- "Fanfare" (de Merrie Melodies)
- "Baton Bunny" (música de Franz von Suppé)
- "What's Up, Doc?"
- "Rhapsody Rabbit"
- "I Love to Singa" (música y letra de Harold Arlen y E. Y. Harburg)
- "Zoom and Bored"
- "Home Tweet Home"
- "The Rabbit of Seville" (música de Gioacchino Rossini)

Act II
- "Orchestral Overture" de la opereta La bella Galatea (música de Franz von Suppé).
- "Tom and Jerry in the Hollywood Bowl" (música de Johann Strauss).
- "Scooby-Doo’s Hall of the Mountain King" (cuarto movimiento de la suite Peer Gynt de Edvard Grieg).
- "Bedrock Ballet" ("Can-Can" de la opereta Orfeo en los infiernos de Jacques Offenbach).
- "Corny Concerto"
- "Long-Haired Hare"
- "What's Opera, Doc?"
- "History of Looney Tunes" (música de Gioacchino Rossini)